# Asperula gorganica
Asperula gorganica är en måreväxtart som beskrevs av Schönb.-tem. och Friedrich Ehrendorfer. Asperula gorganica ingår i släktet färgmåror, och familjen måreväxter.
Artens utbredningsområde är Iran. Inga underarter finns listade i Catalogue of Life.